# Bolesław Winiarski
Bolesław Marian Winiarski (ur. 8 sierpnia 1925 w Stanisławowie, zm. 6 stycznia 2008) – polski ekonomista, specjalista w zakresie planowania regionalnego i przestrzennego (ekspert ONZ), profesor zwyczajny doktor habilitowany, wykładowca akademicki.

## Życiorys
W latach 1946–1950 odbył studia w zakresie nauk ekonomiczno-politycznych na Wydziale Prawa w Uniwersytecie Poznańskim, doktor nauk ekonomicznych, Wyższa Szkoła Ekonomiczna w Poznaniu 1960, habilitację uzyskał w 1966 tytuł profesora nadzwyczajnego 1972 a profesorem zwyczajnym został w 1976.
Wieloletni ekspert w Zespole Rządowym do spraw Planu Przestrzennego Zagospodarowania Kraju. Autor licznych publikacji naukowych.
Profesor zwyczajny oraz kierownik Katedry Polityki Ekonomicznej i Europejskich Studiów Regionalnych na Wydziale Nauk Ekonomicznych Akademii Ekonomicznej im. Oskara Langego we Wrocławiu, a w latach 1981–1987 piastował funkcję prorektora uczelni. Był również wieloletnim członkiem Zarządu Krajowego Polskiego Towarzystwa Ekonomicznego oraz Sekretarzem Naukowym Komisji Ekonomicznej Wrocławskiego Oddziału PAN.
Bolesław Winiarski został pochowany 12 stycznia 2008 na wrocławskim  cmentarzu przy ul. Bardzkiej (pole I, rząd 20, grób 371).

## Odznaczenia
- Krzyż Kawalerski (1970) Krzyż Oficerski (1978), Komandorski Orderu Odrodzenia Polski (1995),
- Srebrny (1956), Złoty (1958) Krzyż Zasługi
- Krzyż Armii Krajowej (1998)  Medal za Odrę, Nysę, Bałtyk, Medal Zwycięstwa i Wolności 1945, Odznaka Grunwaldzka[1],
- Medal Komisji Edukacji Narodowej

## Publikacje
- Koncepcja zakresu faz i metod opracowania planu zagospodarowania przestrzennego kraju (Komitet Przestrzennego Zagospodarowania Kraju PAN, Warszawa, 1967 r.)
- Polityka regionalna ( Państ. Wyd. Ekonomiczne, Warszawa, 1976 r.)
- System planowania gospodarki narodowej (Państ. Wyd. Ekonomiczne, Warszawa, 1985 r., ISBN 83-208-0446-9)